# Lei de Wiedemann–Franz
A lei de Wiedemann-Franz afirma que a contribuição eletrônica para a condutividade térmica {\displaystyle \kappa } e condutividade elétrica {\displaystyle \sigma } de um metal é proporcional a temperatura. Esta é uma lei empírica definida por Gustav Wiedemann e Rudolph Franz em 1853,
{\displaystyle {\frac {\kappa }{\sigma }}=LT}
Somente em 1872 o físico dinamarquês Ludvig Lorenz determinou a constante de proporcionalidade {\displaystyle L}. Essa constante é idêntica para todos os metais e é conhecida como número de Lorenz
{\displaystyle L={\frac {\kappa }{\sigma T}}={\frac {\pi ^{2}}{3}}\left({\frac {k_{b}}{e}}\right)^{2}=2.44\times 10^{-8}W\Omega /K^{2}}
A interligação entre a condutividade elétrica e a condutividade térmica é explicada pelo fato de que ambas as propriedades nos metais são consequência principal do movimento dos elétrons condutores. A lei Wiedemann-Franz foi explicada pela primeira vez pelo físico alemão P. Drude, que considerada em seu modelo que os elétrons do metal se comportavam como um gás de elétrons. No entanto, somente com o auxílio da mecânica quântica e da equação de Boltzmann, que a expressão exata para essa lei e o valor de {\displaystyle L} foram obtidos, e estavam de comum acordo com os dados experimentais. Experimentos mostram que o valor de {\displaystyle L}, apesar de aproximadamente constante, não tem o mesmo valor para todos os sólidos. Kittel [2] apresenta alguns valores de {\displaystyle L} entre {\displaystyle L=2,23\times 10^{-8}W\Omega /K^{2}} para o cobre a 0 °C e {\displaystyle L=3,2\times 10^{-8}W\Omega /K^{2}} para o tungstênio a 100 °C. Rosenberg [3] observou que a lei Wiedemann-Franz geralmente é válida para altas e baixas temperaturas, mas não funciona bem para temperaturas intermediárias.
| Metal | 273 K | 373 K |
| ----- | ----- | ----- |
| Ag    | 2.31  | 2.37  |
| Au    | 2.35  | 2.40  |
| Cd    | 2.42  | 2.43  |
| Cu    | 2.23  | 2.33  |
| Ir    | 2.49  | 2.49  |
| Mo    | 2.61  | 2.79  |
| Pb    | 2.47  | 2.56  |
| Pt    | 2.51  | 2.60  |
| Sn    | 2.52  | 2.49  |
| W     | 3.04  | 3.20  |
| Zn    | 2.31  | 2.33  |